# Éric Junior Dina Ebimbe
Éric Junior Dina Ebimbe (Stains, 21 novembre 2000) è un calciatore francese di origine camerunese, centrocampista dell'Eintracht Francoforte.

## Biografia
È nato in Francia da discendenti camerunesi.

## Caratteristiche tecniche
È un centrocampista centrale molto duttile, capace di ricoprire diversi ruoli in mezzo al campo.

## Carriera

### Club
Cresciuto nel settore giovanile del Paris Saint-Germain, nel luglio 2018 ha firmato il suo primo contratto professionistico con il club parigino, per poi trascorrere la stagione successiva con la squadra riserve in Championnat de France amateur. Il 5 luglio 2019 è stato ceduto in prestito biennale al Le Havre, con cui ha fatto il suo esordio fra i professionisti giocando l'incontro di Ligue 2 pareggiato 2-2 contro l'Ajaccio. Divenuto ben presto titolare, ha collezionato complessivamente 25 presenze segnando 3 reti prima dello stop alle competizioni dovuto alla pandemia di COVID-19.
Rientrato a Parigi alla conclusione della stagione, il 3 luglio 2020 è stato ceduto in prestito con diritto di riscatto al Digione.
Dopo aver trascorso un altro anno tra le file dei Rouge-et-Bleu, in cui colleziona solamente 14 apparizioni, il 21 agosto 2022 rinnova il suo contratto fino al 2024 e viene ceduto in prestito con diritto di riscatto, questa volta all'Eintracht Francoforte, che diventa obbligo in caso di permanenza del club tedesco nella massima serie. A fine anno il club tedesco si salva, ragion per cui il 30 maggio 2023 il giocatore viene riscattato.

### Nazionale
Ha giocato nelle nazionali giovanili francesi Under-20 ed Under-21.
Successivamente ha scelto di rappresentare il Camerun, nazionale delle sue origini, da cui ha ricevuto la prima convocazione il 1º ottobre 2024.

## Statistiche

### Presenze e reti nei club
Statistiche aggiornate al 13 dicembre 2024.
| Stagione                     | Squadra                      | Campionato                   | Campionato | Campionato | Coppe nazionali | Coppe nazionali | Coppe nazionali | Coppe continentali | Coppe continentali | Coppe continentali | Altre coppe | Altre coppe | Altre coppe | Totale | Totale | Totale |
| Stagione                     | Squadra                      | Comp                         | Pres       | Reti       | Comp            | Pres            | Reti            | Comp               | Pres               | Reti               | Comp        | Pres        | Reti        | Pres   | Reti   |        |
| ---------------------------- | ---------------------------- | ---------------------------- | ---------- | ---------- | --------------- | --------------- | --------------- | ------------------ | ------------------ | ------------------ | ----------- | ----------- | ----------- | ------ | ------ | ------ |
| 2018-2019                    | Paris Saint-Germain 2        | N2                           | 24         | 2          |                 | -               | -               |                    | -                  | -                  |             | -           | -           | 24     | 2      |        |
| 2019-2020                    | Le Havre                     | L2                           | 25         | 3          | CF+CdL          | 0               | 0               |                    | -                  | -                  |             | -           | -           | 25     | 3      |        |
| 2020-2021                    | Digione                      | L1                           | 30         | 1          | CF              | 1               | 0               |                    | -                  | -                  |             | -           | -           | 31     | 1      |        |
| 2021-2022                    | Paris Saint-Germain          | L1                           | 10         | 0          | CF              | 2               | 0               | UCL                | 1                  | 0                  | SF          | 1           | 0           | 14     | 0      |        |
| 2022-2023                    | Eintracht Francoforte        | BL                           | 19         | 3          | CG              | 4               | 0               | UCL                | 6                  | 0                  | -           | -           | -           | 29     | 3      |        |
| 2023-2024                    | Eintracht Francoforte        | BL                           | 31         | 5          | CG              | 3               | 2               | UECL               | 10                 | 3                  | -           | -           | -           | 44     | 10     |        |
| 2024-2025                    | Eintracht Francoforte        | BL                           | 6          | 0          | CG              | 1               | 0               | UEL                | 4                  | 2                  | -           | -           | -           | 11     | 2      |        |
| Totale Eintracht Francoforte | Totale Eintracht Francoforte | Totale Eintracht Francoforte | 56         | 8          |                 | 8               | 2               |                    | 20                 | 5                  |             | -           | -           | 84     | 15     |        |
| Totale carriera              | Totale carriera              | Totale carriera              | 145        | 14         |                 | 11              | 2               |                    | 21                 | 5                  |             | 1           | 0           | 178    | 21     |        |

## Palmarès

### Club
- Campionato francese: 1

Paris Saint-Germain: 2021-2022
- Supercoppa francese: 1

Paris Saint-Germain: 2022